# Oneok
Oneok, «Ванок» — американская газовая компания. Штаб-квартира находится в Талсе, штат Оклахома. Осуществляет сбор, переработку и транспортировку природного газа. В списке крупнейших компаний мира Forbes Global 2000 за 2022 год заняла 610-е место (714-е по размеру выручки, 747-е по чистой прибыли, 1358-е по активам и 581-е по рыночной капитализации).

## История
Компания была основана в 1906 году под названием Oklahoma Natural Gas (ONG, «Природный газ Оклахомы»). Первым проектом компании была прокладка газопровода из Талсы в Оклахома-сити длиной 100 миль и стоимостью 1,7 млн долларов. В декабре 1980 года сменила название на Oneok, Inc. К этому времени компания имела собственную добычу газа в США и Северном море, продавала газ оптом в 47 штатах и в розницу 600 тыс. клиентов. В 1981 году выручка компании достигла 1 млрд долларов. В середине 1980-х годов в компании начался кризис, собственную добычу пришлось свернуть и сосредоточится на расширении сети газопроводов.. В 2014 году розничные газораспределительные сети в штатах Канзас, Оклахома и Техас была выделена в самостоятельную компанию ONE Gas.

## Деятельность
Основные подразделения по состоянию на 2021 год:
- Сбор и переработка природного газа — сбор газа у компаний, ведущих добычу сланцевого газа в штатах Северная Дакота, Монтана, Вайоминг, Канзас и Оклахома, транспортировка по газопровода на перерабатывающие предприятия; 29 тыс. км газопроводов, 22 предприятия; выручка 2,8 млрд долларов.
- Газовый конденсат — сбор и переработка газового конденсата, добываемого а штатах Оклахома, Канзас, Техас и Нью-Мексико; выручка 13,7 млрд долларов.
- Газопроводы — транспортировка газа по трубопроводам, газохранилища; выручка 0,4 млрд долларов.